# Guldbaggegalan 2014
Guldbaggegalan 2014 var den 49:e Guldbaggegalan. Den hölls på Cirkus i Stockholm den 20 januari med Sissela Kyle som konferencier. Kyle har tidigare varit värd för galan åren 2007 och 2008). De nominerade tillkännagavs den 3 januari 2014. I samband med galan firades även Guldbaggens 50-årsjubileum.

## Juryn
Genom diskussioner utser vinnarjuryn Guldbaggevinnaren bland de tre nominerade i alla priskategorier, utom Hedersguldbaggen som utses direkt av Svenska Filminstitutets styrelse. Juryn bestod detta år av Jannike Åhlund (ordförande), Anna Carlson (skådespelare, ordförande i Teaterförbundet), Bengt Forslund (producent, författare), Jan Holmberg (vd, Stiftelsen Ingmar Bergman), Anne-Marie Söhrman Fermelin (konsulent Film Stockholm/Filmbasen, producent), Kathrine Windfeld (regissör), Farnaz Arbabi (regissör, dramatiker), Sylvia Ingemarsdotter (filmklippare) och Marcus Lindeen (regissör, dramatiker).

## Vinnare och nominerade
| Bästa film | Bästa regi |
| --- | --- |

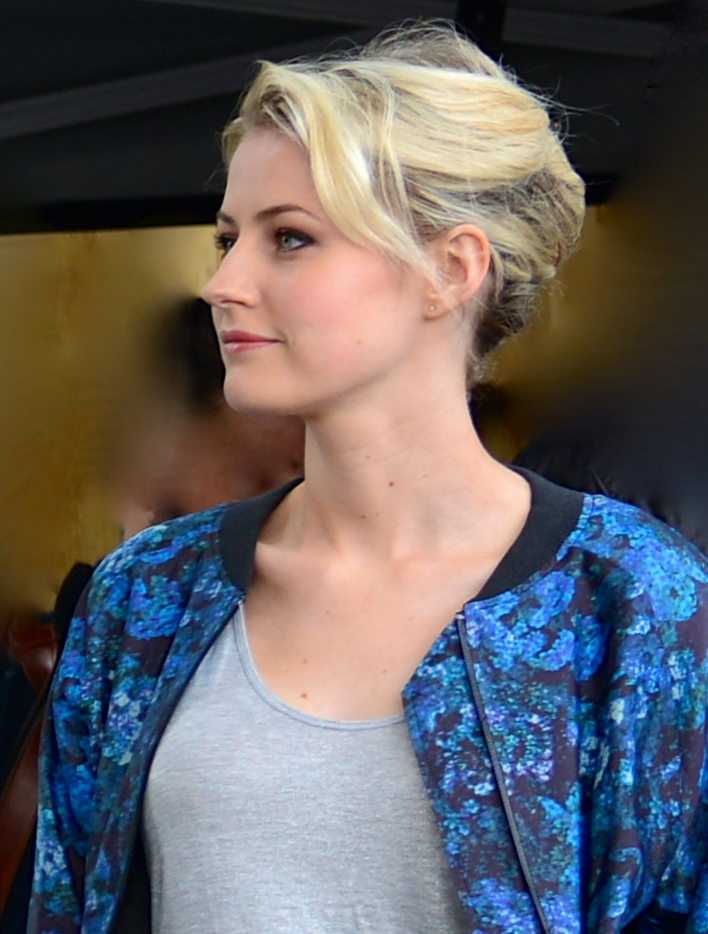
Edda Magnason,
Bästa kvinnliga huvudroll

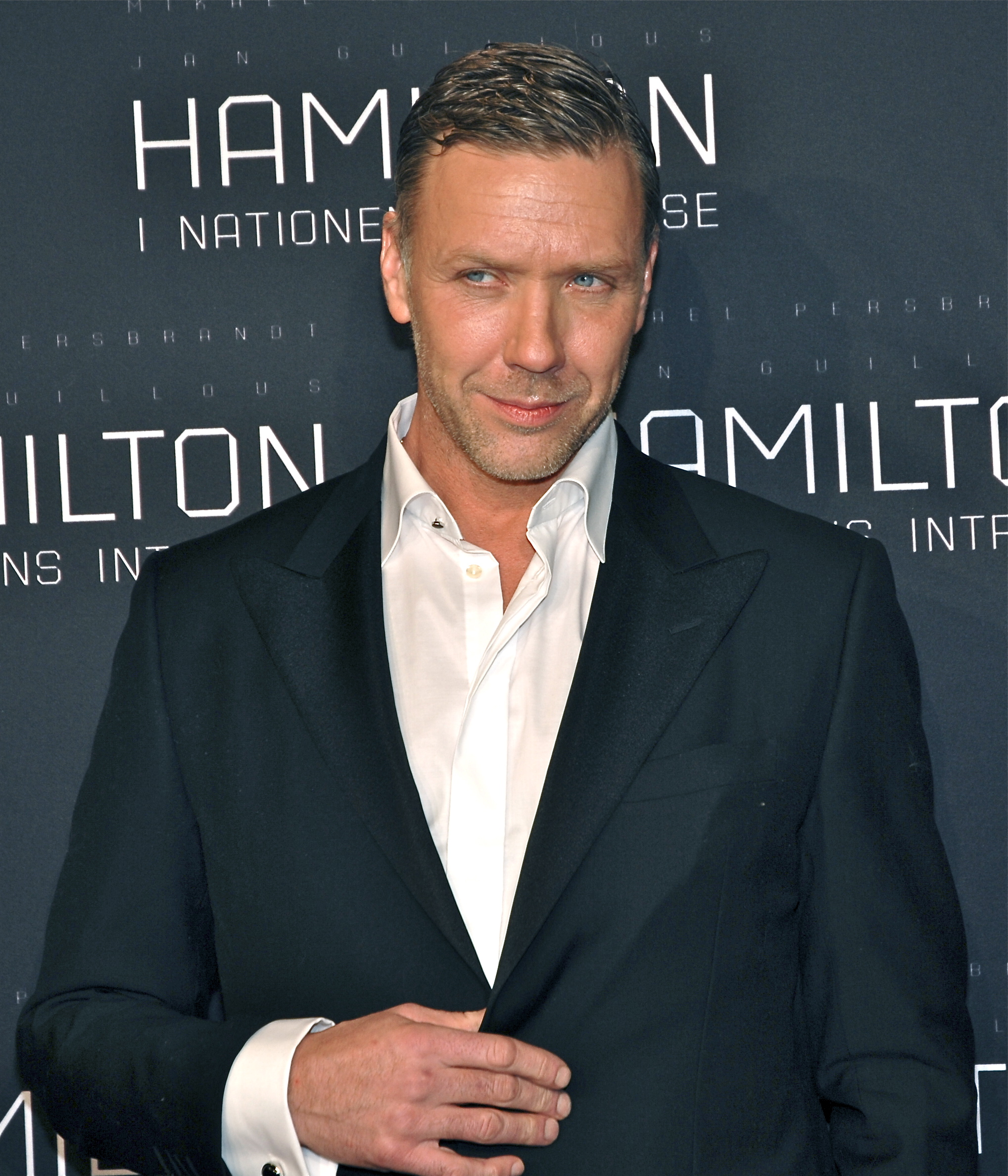
Mikael Persbrandt,
Bästa manliga huvudroll

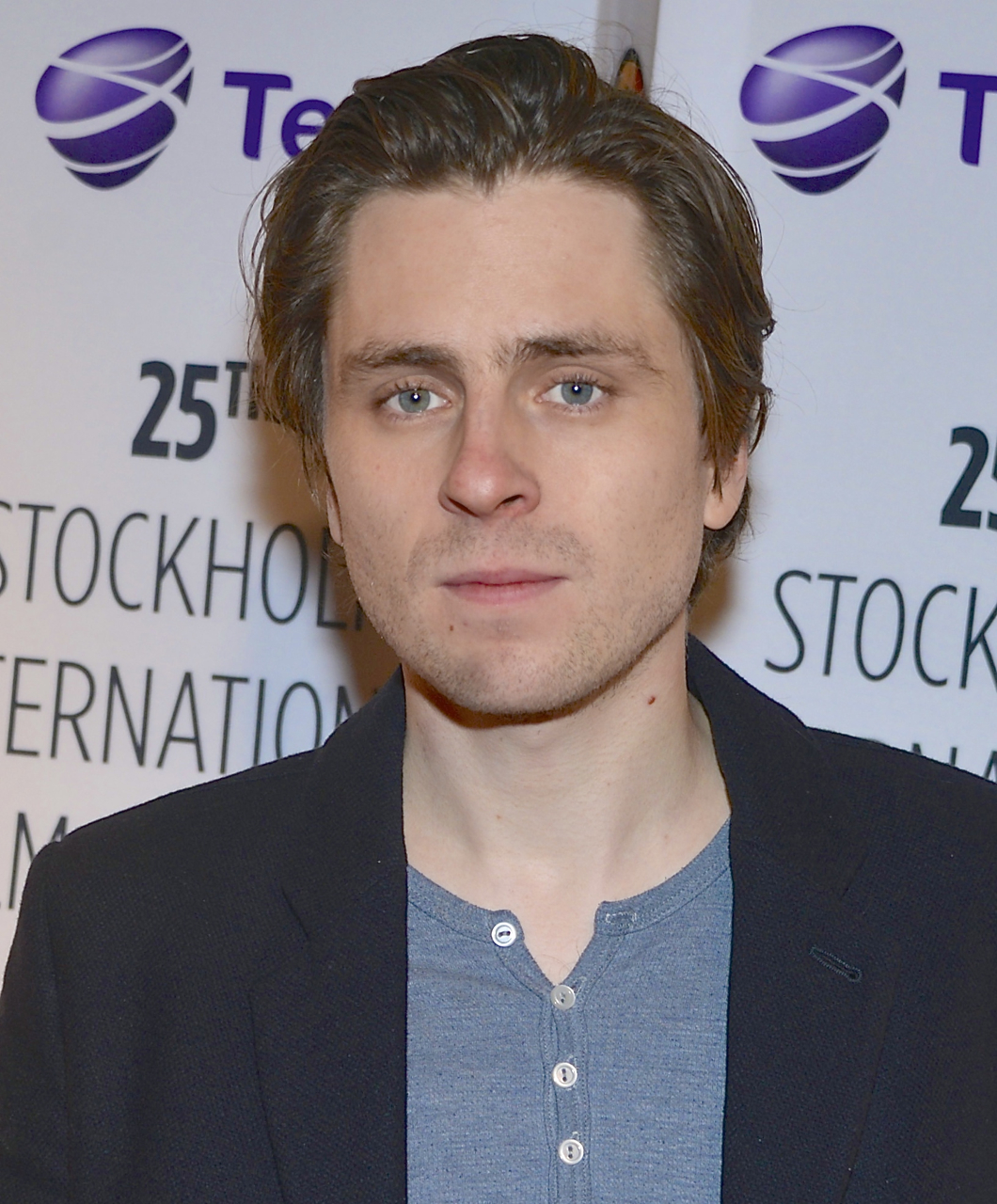
Sverrir Gudnason,
Bästa manliga biroll

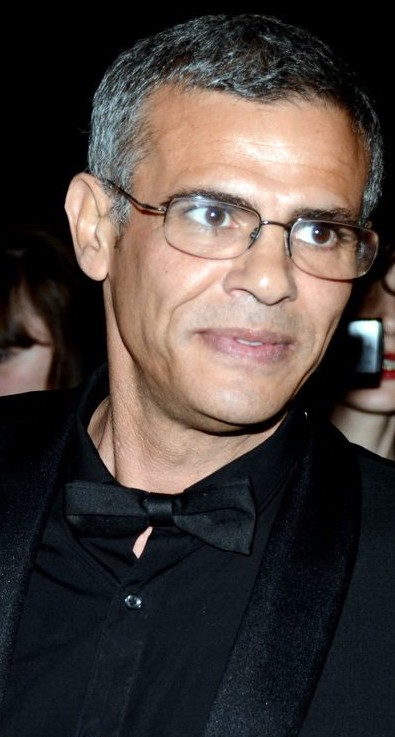
Abdellatif Kechiche,
Bästa utländska film

| - Återträffen – Mathilde Dedye - Känn ingen sorg – Malcolm Lidbeck och David Olsson - Monica Z – Lena Rehnberg                                                 | - Per Fly – Monica Z - Måns Mårlind och Björn Stein – Känn ingen sorg - Anna Odell – Återträffen                                                              |
| Bästa kvinnliga huvudroll | Bästa manliga huvudroll |
| - Edda Magnason – Monica Z - Anna Odell – Återträffen - Gunilla Röör – En gång om året                                                                         | - Mikael Persbrandt – Mig äger ingen - Robert Gustafsson – Hundraåringen som klev ut genom fönstret och försvann - Matias Varela – Snabba Cash – Livet deluxe |
| Bästa kvinnliga biroll | Bästa manliga biroll |
| - Anna Bjelkerud – Hotell - Mira Eklund – Hotell - Josefin Neldén – Känn ingen sorg                                                                            | - Sverrir Gudnason – Monica Z - Kjell Bergqvist – Monica Z - David Dencik – Hotell                                                                            |
| Bästa manuskript | Bästa foto |
| - Anna Odell – Återträffen - Cilla Jackert – Känn ingen sorg - Lisa Langseth – Hotell                                                                          | - Petrus Sjövik – Ömheten - Eric Kress – Monica Z - Erik Sohlström – Känn ingen sorg                                                                          |
| Bästa dokumentärfilm | Bästa kortfilm |
| - Belleville Baby – Mia Engberg - De dansande andarnas skog – Linda Västrik - Frihet bakom galler – Nima Sarvestani                                            | - On Suffocation – Jenifer Malmqvist - Me Seal, Baby – Joanna Rytel - Äta lunch – Sanna Lenken                                                                |
| Bästa utländska film | Bästa scenografi |
| - Blå är den varmaste färgen – Abdellatif Kechiche (Frankrike) - 12 Years a Slave – Steve McQueen (USA) - Turinhästen – Béla Tarr och Ágnes Hranitzky (Ungern) | - Paola Holmér och Linda Janson – Vi är bäst! - Wilda Wiholm – Känn ingen sorg - Josefin Åsberg – Monica Z                                                    |
| Bästa originalmusik | Bästa ljud/ljuddesign |
| - Matti Bye – Faro - Matti Bye – Hundraåringen som klev ut genom fönstret och försvann - Peter Nordahl – Monica Z                                              | - Mattias Eklund – Känn ingen sorg - Petter Fladeby, Andreas Franck och Jens Johansson – Snabba Cash – Livet deluxe - Hans Møller – Monica Z                  |
| Bästa mask/smink | Bästa kostym |
| - Lisa Mustafa – Vi är bäst! - Eva von Bahr – Monica Z - Eva von Bahr och Love Larson – Hundraåringen som klev ut genom fönstret och försvann                  | - Kicki Ilander – Monica Z - Moa Li Lemhagen Schalin – Vi är bäst! - Ulrika Sjölin – Känn ingen sorg                                                          |
| Bästa klipp | Biopublikens pris |
| - Håkan Wärn – Känn ingen sorg - Theis Schmidt – Snabba Cash – Livet deluxe - Mia Engberg – Belleville Baby                                                    | - Hundraåringen som klev ut genom fönstret och försvann - Monica Z - Sune på bilsemester                                                                      |
| Gullspira | Särskilda insatser |
| - Lukas Moodyson, regissör | - Owe Svensson, ljudmixare |
| Hedersguldbaggen - Kalle Boman, professor i filmisk gestaltning och producent                                                                                  | |

### Filmer med fler nomineringar
Den 3 januari offentliggjordes nomineringarna till galan. Här är listan över hur nomineringarna fördelades mellan filmerna:
- 11 nomineringar – Monica Z
- 9 nomineringar – Känn ingen sorg
- 4 nomineringar – Hotell, Återträffen
- 3 nomineringar – Hundraåringen som klev ut genom fönstret och försvann, Snabba Cash – Livet deluxe, Vi är bäst!

### Filmer med fler vinster
- 4 vinster – Monica Z
- 2 vinster – Vi är bäst!, Återträffen